# Ménerville
Ménerville is een gemeente in het Franse departement Yvelines (regio Île-de-France) en telt 191 inwoners (1999). De plaats maakt deel uit van het arrondissement Mantes-la-Jolie.

## Geografie
De oppervlakte van Ménerville bedraagt 3,5 km², de bevolkingsdichtheid is 54,6 inwoners per km².
De onderstaande kaart toont de ligging van Ménerville met de belangrijkste infrastructuur en aangrenzende gemeenten.

## Demografie
Onderstaande figuur toont het verloop van het inwonertal (bron: INSEE-tellingen).